# Viridasius fasciatus
Viridasius fasciatus is een spinnensoort uit de familie Viridasiidae. De wetenschappelijke naam van de soort werd voor het eerst geldig gepubliceerd in 1886 door Lenz als Phoneutria fasciata.

## Synoniemen
- Phoneutria fasciata Lenz, 1886[1]
- Viridasius pulchripes Simon, 1889[2]
- Vulsor fasciatus Simon, 1897[3]

## Voorkomen
De soort komt voor in Madagaskar.